# Soko 522
L'Ikarus 522, ou Soko 522, est un avion militaire de la guerre froide, construit en Yougoslavie par SOKO.